# Acer coriaceum
Acer coriaceum là một loài thực vật có hoa trong họ Bồ hòn. Loài này được Bosc ex Tausch. mô tả khoa học đầu tiên năm 1829.